# Salcea
Salcea est une ville du județ de Suceava, Moldavie, située dans le nord-est de la Roumanie. En 2011, elle comptait 9 015 habitants.

## Démographie
Lors du recensement de 2011, 92,24 % de la population se déclarent roumains et 4,61 % comme roms (2,9 % ne déclarent pas d'appartenance ethnique et 0,23 % déclarent appartenir à une autre ethnie).
En 2011, 43,55 % de la population déclarent être de confession orthodoxe, 19,71 % de confession pentecôtiste et 8,54 % de confession chrétienne selon l'Évangile (2,32 % ne déclarent pas d'appartenance religieuse et 2,68 % déclarent pratiquer une autre religion).

## Politique
| Parti | Parti                           | Conseillers |
| ----- | ------------------------------- | ----------- |
|       | Alternative droite (AD)         | 10          |
|       | Parti national libéral (PNL)    | 4           |
|       | Parti social-démocrate (PSD)    | 2           |
|       | Parti Mouvement populaire (PMP) | 2           |